# Бог игре
„Бог игре“ је југословенски филм из 1975. године. Режирао га је Ненад Пуховски, а сценарио је писао Горан Масот.

## Улоге
| Глумац              | Улога |
| ------------------- | ----- |
| Бисерка Ипса        |       |
| Божена Краљева      |       |
| Драго Митровић      |       |
| Златко Витез        |       |
| Вјера Жагар Нардели |       |
| Вероника Ковачић    |       |
| Влатко Дулић        |       |